# Período Arcaico andino
Nos Andes Centrais, o Período Arcaico é o segundo estágio na periodização cronológica de Luis Guillermo Lumbreras.  É o período equivalente ao Neolítico. Ela se inicia com a domesticação de plantas e animais a vai até o aparecimento dos primeiros horticultores semi-nômades. 
Com o termino do período de migração, aparecem no altiplano andino central, os primeiros horticultores semi-nômades, posteriormente o homem andino tornou-se sedentário. Os habitantes dos vales costeiros e montanhosos adotaram uma agricultura incipiente, já os habitantes das estepes dos altiplanos passaram a criar camelídeos. É bem verdade que os habitantes da costa adotaram uma economia mista de pescadores, catadores de mariscos e horticultores. 
A vida tornou-se mais estável, apareceram as primeiras aldeias nas planícies e nos vales perto dos campos ou praias ricas em frutos do mar. As moradias mais antigas eram cabanas feitas com material vegetal e posteriormente construídas de pedra e barro. Foi nesta época que apareceram também os primeiros tecidos rudimentares. As sociedades deste período foram acerâmicas, de modo que o Período Arcaico faz parte do Período Pré-cerâmico. 

## Sítios arqueológicos
| Assentamento     | Localização                              | Localização | Antiguidade | Descobridor(es)               | Características                                                                 | Importância |
| ---------------- | ---------------------------------------- | ----------- | ----------- | ----------------------------- | ------------------------------------------------------------------------------- | --- |
| Assentamento     | Zona                                     | Região      | Antiguidade | Descobridor(es)               | Características                                                                 | Importância |
| Nanchoc          | Vale do Alto Saña                        | Cajamarca   | 7000 a. C.  | Tom Dillehay                  | hortaliças, cabaça, amendoím                                                    | Primeiro cultivador da América                                                                                              |
| El Guitarrero II | Vertente ocidental da Cordilheira Negra. | Ancash      | 7000 a. C.  | Thomas Lynch                  | feijão, pimenta, feijão-verde, batata e oluco.                                  | - |
| Paracas          | Península de Paracas                     | Ica         | 6800 a. C.  | Frédéric Engel                | rede de pesca de fibra vegetal anzóis de concha instrumentos musicais de ossos. | Primeiro pescador com rede da América Primeira aldeia do Peru Primeiro músico do Peru Primeiro horticultor da costa peruana |
| Telarmachay      | San Pedro de Cajas                       | Junín       | 6000 a. C.  | Danièle Lavallée              | restos ósseos coprólitos de lhamas cosimento de carnes.                         | Primeiro pastor da América Primeiro domesticador de camelídeos (lhama e alpacas) da América                                 |
| Jayhuamachay II  | Cueva de Jayhuamachay                    | Ayacucho    | 6000 a. C.  | Richard MacNeish              | lhama. achiote (condimento).                                                    | - |
| Piquimachay II   | Cueva de Piquimachay                     | Ayacucho    | 5000 a. C.  | Richard Mac Neish             | cobaias quinoa cabaça                                                           | Primeiro domesticador de cobaias da América                                                                                 |
| Tres Ventanas    | Sierra de Huarochirí                     | Lima        | 4.000 a.C.  | Bernardino Ojeda              | batata-doce oluco cabaça.                                                       | - |
| Chilca           | Costa Central                            | Lima        | 3750 a.C.   | Frédéric Engel                | aldeias formadas por cabanas cônicas rituais funerários catadores de mariscos.  | Primeiro domesticador de cães .                                                                                             |
| El Encanto       | Ancón                                    | Lima        | -           | Edwar Lanning Michael Moseley | Feijão-verde, pimenta, feijão, cabaça, abobrinha.                               | |
| Cachi            | -                                        | Ayacucho    | -           | -                             | -                                                                               | - |
| Chihua           | -                                        | Ayacucho    | -           | -                             | -                                                                               | - |

## Cronologia
| Período Precedente          | Período Analisado                              | Período Seguinte         |
| Nomades caçadores-coletores | Aparição dos horticultores semi-nômades        | Agricultores Sedentários |
| Período Lítico andino       | Período Arcaico andino 7000 a. C. - 4000 a. C. | Período Formativo andino |
| --------------------------- | ---------------------------------------------- | ------------------------ |